# Psí svět v rukou vědy
Psí svět v rukou vědy (anglicky: Science of dogs) je americký, zhruba hodinový dokument,  který byl v roce 2008 poprvé vysílán na kanálu National Geographic Channel. Zobrazuje, jak se psi vyvíjejí, jaké jsou jejich nemoci a jak se jim daří v rukou člověka. Jelikož byl dokument v mnoha ohledech úspěšný, brzy byl spuštěn i další dokument z produkce National Geographic-Kočičí svět v rukou vědy. Oba tyto dokumenty byly již vysílány na ČT2.